# Sälgplätt
Sälgplätt (Cytidia salicina) är en svampart som först beskrevs av Elias Fries, och fick sitt nu gällande namn av Edward Angus Burt 1924. Sälgplätt ingår i släktet Cytidia och familjen Corticiaceae.  Arten är reproducerande i Sverige. Inga underarter finns listade i Catalogue of Life.

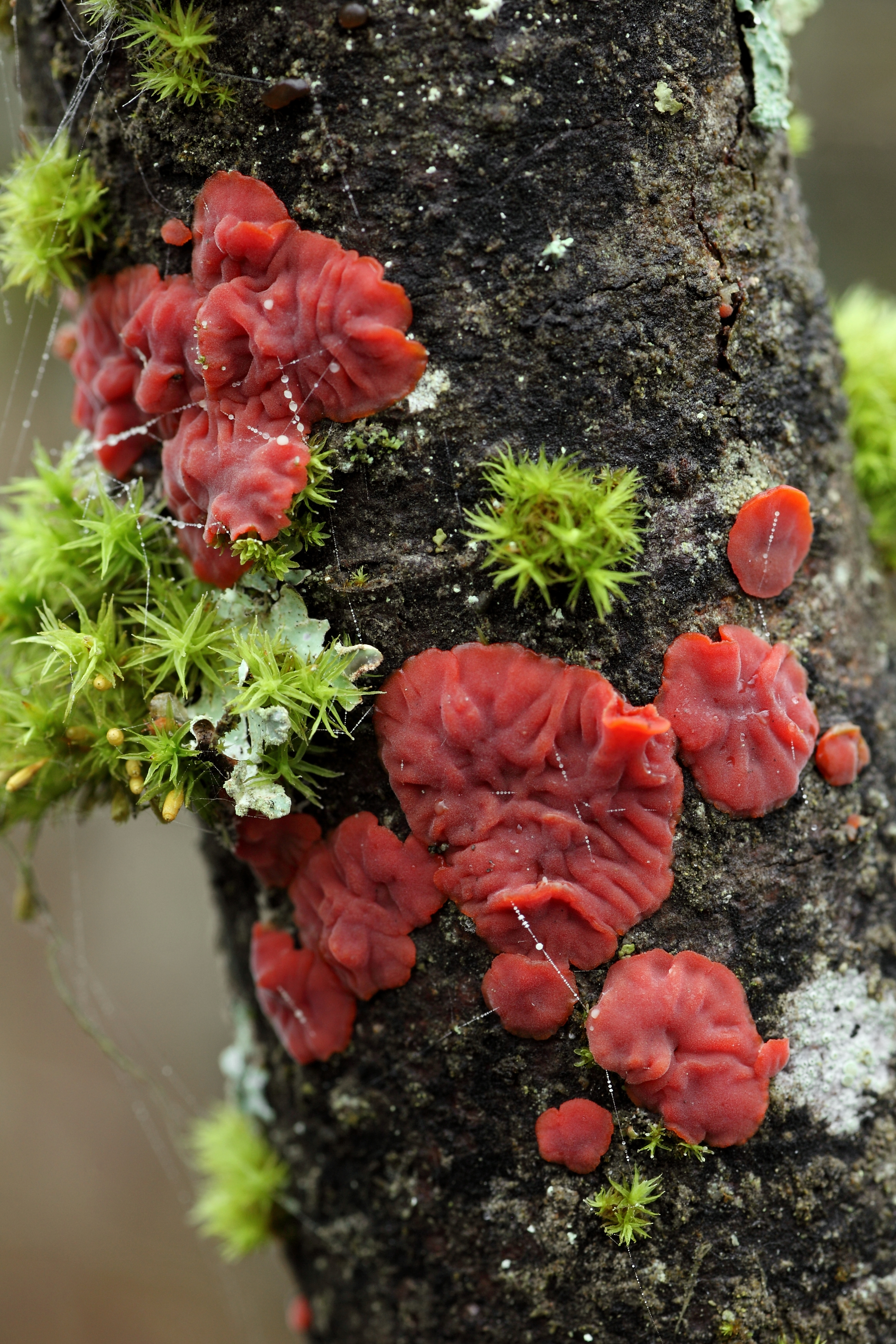
Sälgplätt, Estland
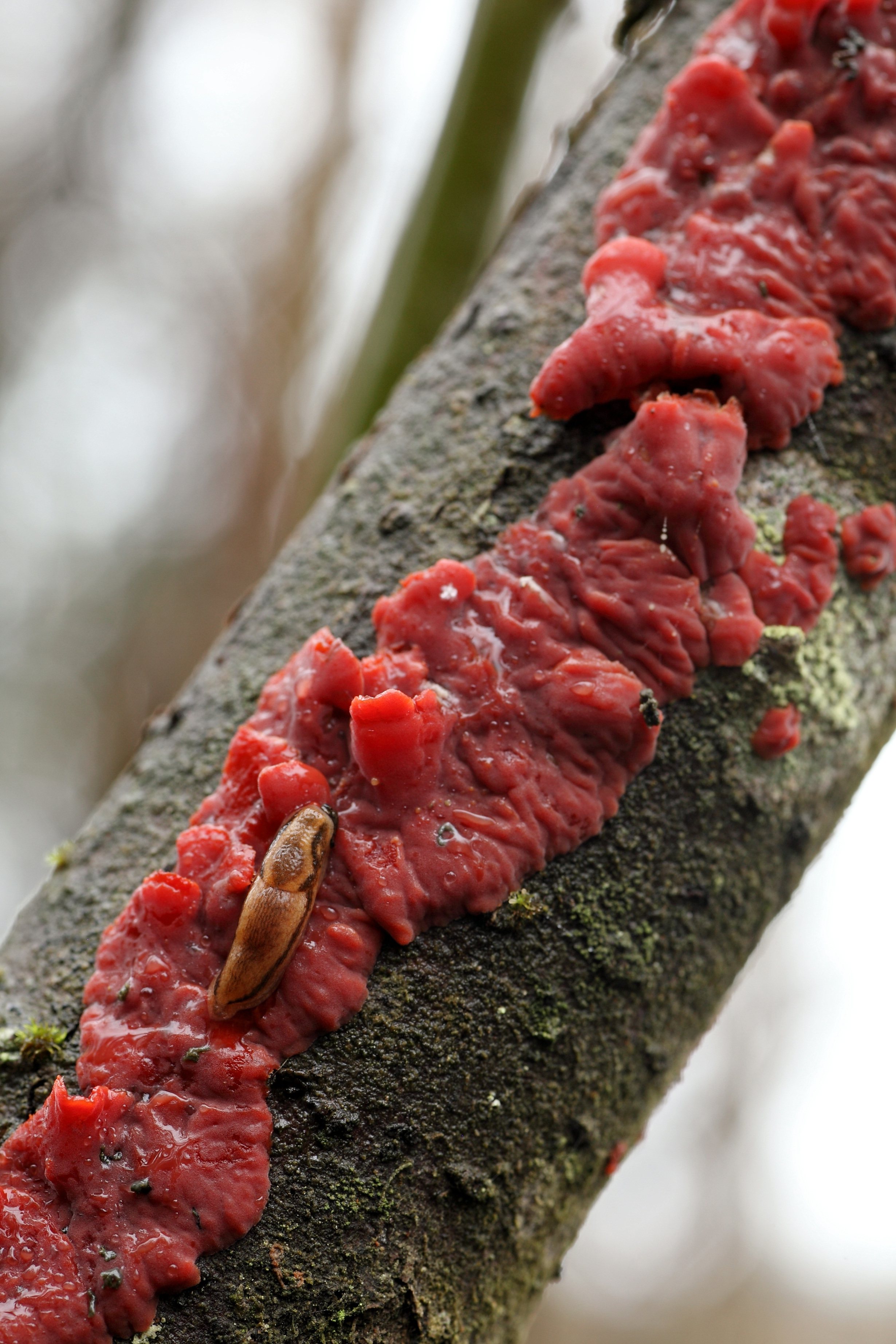
Sälgplätt, Estland